# Le Baiser de la pieuvre
Le Baiser de la pieuvre est le vingt-deuxième roman de Patrick Grainville, publié aux éditions du Seuil en 2010.

## Historique
Les peintres sont au cœur de l’œuvre de Patrick Grainville — Jacques Callot dans La Lisière (1973), Jan van Eyck dans L'Atelier du peintre (1988), George Catlin dans Bison (2014), etc. Le peintre japonais Hokusai est l’auteur d’une estampe érotique et fantastique : Le Rêve de la femme du pêcheur. On y voit l’extase d’une femme nue étreinte par deux pieuvres. Patrick Grainville entreprend de raconter l’histoire de ces amantes surnaturelles. Avec Le Baiser de la pieuvre, il prolonge une nouvelle fois l’imaginaire d’un tableau célèbre et lui propose son équivalence littéraire. On retrouve entre autres le thème de l’animalité présent dans tous ses livres mais porté à travers l’estampe au paroxysme de l’art et de la transgression. L'onirisme propice aux situations érotiques renvoie également à une tradition japonaise magnifiée par Yasunari Kawabata dans Les Belles Endormies.

## Résumé
Sur une île asiatique luxuriante et volcanique, Haruo, un adolescent voyeur, assiste à l’union amoureuse de la femme et de la bête. La scène va le frapper de stupeur et de désir. Le roman raconte comment Haruo se délivre peu à peu de l’hallucination primordiale pour rejoindre la belle Tô, l’amante de la pieuvre…

## Réception critique
Le Baiser de la pieuvre est bien accueilli, à l’instar du Paradis des orages à sa sortie en 1986, auquel il est comparé, réédité concomitamment en 2010 avec Les Flamboyants et L'Orgie, la Neige et considéré dès lors comme un « classique de l'érotisme ». La critique salue le style de l’auteur, imagé et virtuose, bien que parfois trop touffu, proche d’un Le Clézio, de quelques années son aîné. Au service d’une œuvre qui n’a pas peur d’oser, Patrick Grainville rompt par contre avec « l’humanisme puritain » de ce dernier et a le mérite de décomplexer la littérature.

## Éditions
- Le Baiser de la pieuvre, éditions du Seuil, 2010  (ISBN 2021000192).